# Carbón vegetal

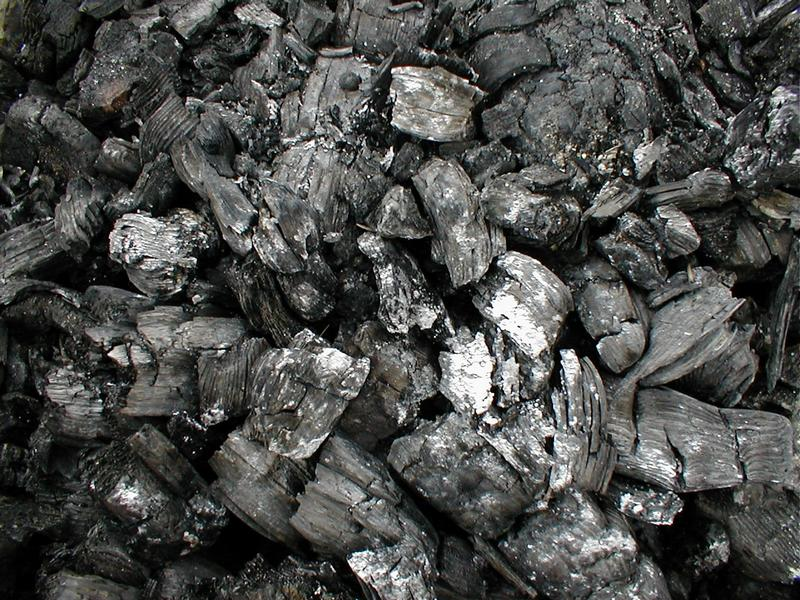
Carbón vegetal.

El carbón vegetal es un residuo de carbono, negro y ligero, que se produce al calentar fuertemente la madera (u otros materiales vegetales) hasta temperaturas que oscilan entre 400 y 700 °C, en ausencia de aire, en un mínimo de oxígeno para eliminar toda el agua y los componentes volátiles. Es un material combustible sólido, frágil y poroso con un alto contenido en carbono (del orden del 98 %).
En la versión tradicional de este proceso de pirólisis, llamado carbonización, a menudo formando un horno de carbón vegetal, el calor se suministra quemando parte del propio material de partida, con un suministro limitado de oxígeno. El material también puede calentarse en una retorta cerrada. Las briquetas de carbón vegetal modernas que se utilizan para cocinar al aire libre pueden contener muchos otros aditivos, por ejemplo, carbón.
Este proceso ocurre de forma natural cuando la combustión es incompleta, y a veces se utiliza en la datación por radiocarbono. También ocurre de forma inadvertida al quemar madera, como en una chimenea o estufa de leña.  La llama visible en estas se debe a la combustión de los gases volátiles exudados cuando la madera se convierte en carbón vegetal. El hollín y el humo que suelen desprender los fuegos de leña son el resultado de la combustión incompleta de esos volátiles.  El carbón vegetal arde a una temperatura más alta que la madera, sin apenas llama visible, y no libera casi nada más que calor y dióxido de carbono (un kilogramo de carbón vegetal contiene entre 680 y 820 gramos de carbono, que al combinarse con el oxígeno de la atmósfera forman entre 2,5 y 3 kg de dióxido de carbono).
El poder calorífico del carbón vegetal oscila entre 29 000 y 35 000 kJ/kg, muy superior al de la madera, que oscila entre 12 000 y 21 000 kJ/kg.

## Historia
La producción de carbón de madera en lugares donde hay abundancia de madera se remonta a tiempos antiguos.  Por lo general, comienza con el apilamiento de tochos de madera en sus extremos para formar una pila cónica.  Se dejan aberturas en la parte inferior para admitir aire, con un pozo central que sirve de chimenea. Toda la pila se cubre con césped o arcilla humedecida. La cocción se inicia en el fondo de la chimenea y se extiende gradualmente hacia fuera y hacia arriba. El éxito de la operación depende del ritmo de la combustión. En condiciones medias, la madera produce un 60% de carbón vegetal en volumen, o un 25 % en peso; los métodos de producción a pequeña escala suelen producir sólo un 50% en volumen, mientras que los métodos a gran escala permitían obtener rendimientos superiores, de alrededor del 90%, en el siglo XVII. La operación es tan delicada que generalmente se dejaba en manos de los carboneros profesionales. A menudo vivían solos en pequeñas cabañas para atender sus pilas de leña. Por ejemplo, en las Montañas del Harz de Alemania, los carboneros vivían en cabañas cónicas llamadas Köten' que se conservan en la actualidad.

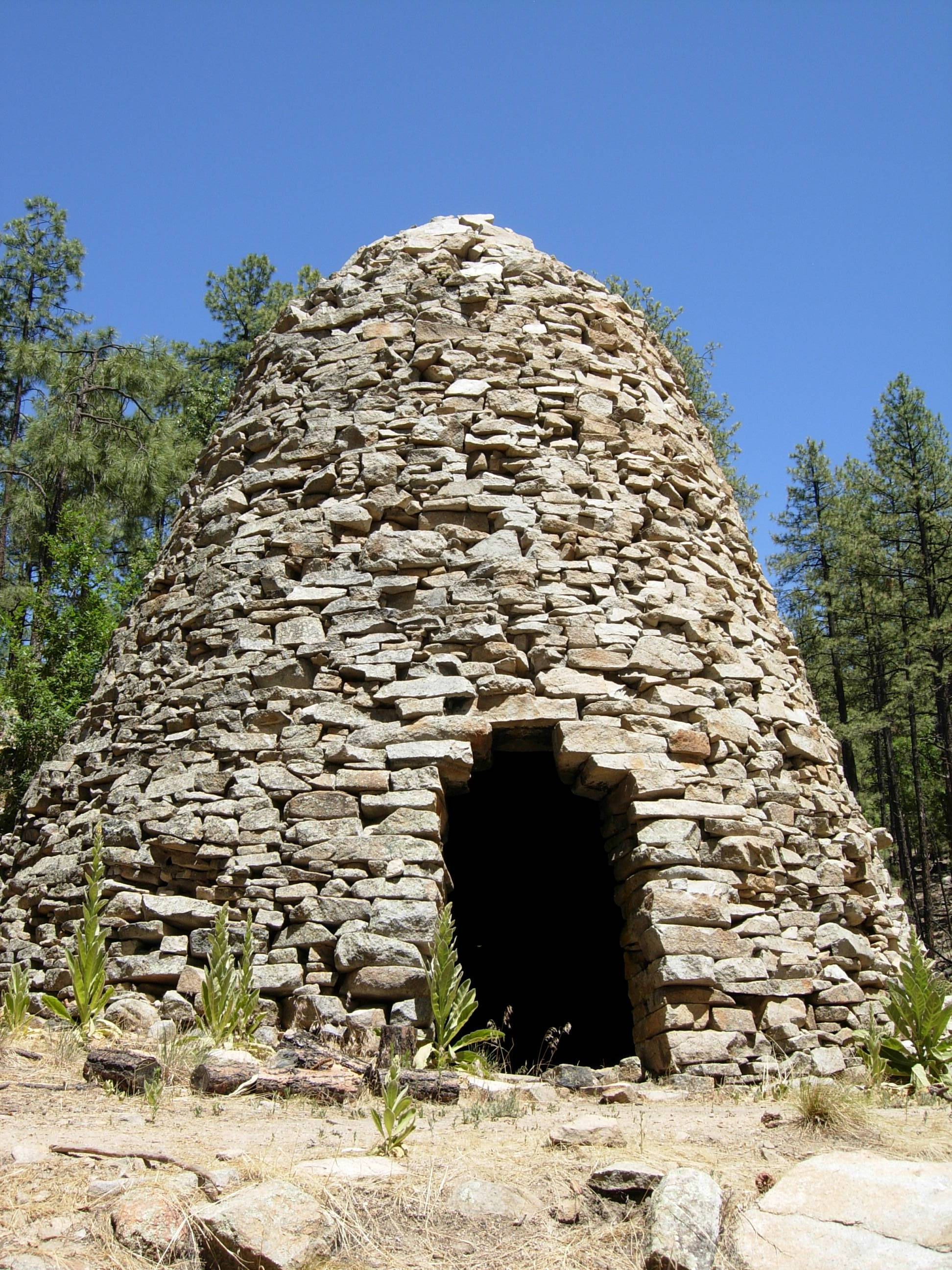
Un horno de carbón abandonado cerca de Walker, Arizona, Estados Unidos.

La producción masiva de carbón vegetal (en su apogeo empleaba a cientos de miles de personas, principalmente en los bosques alpinos y vecinos) fue una de las principales causas de deforestación, especialmente en Europa Central. En Inglaterra, muchos bosques se gestionaban como vástagos, que se cortaban y volvían a crecer cíclicamente, de modo que se disponía de un suministro constante de carbón vegetal.  Las quejas (ya en el período Stuart) sobre la escasez pueden estar relacionadas con los resultados de la sobreexplotación temporal o la imposibilidad de aumentar la producción para satisfacer la creciente demanda. La creciente escasez de madera fácil de recolectar fue un factor importante en el cambio a los equivalentes de combustible fósil, principalmente carbón mineral y lignito para uso industrial.
El proceso moderno de carbonización de la madera, ya sea en trozos pequeños o como serrín en hierro fundido retorta, se practica extensamente donde la madera es escasa, y también para la recuperación de subproductos valiosos (metanol, ácido piroligno, alquitrán de madera), que el proceso permite. La cuestión de la temperatura de la carbonización es importante; según J. Percy, la madera se vuelve marrón a 220 grados Celsius (428 °F), de un color marrón-negro intenso después de algún tiempo a 280 grados Celsius (536 °F), y una masa fácilmente pulverizable a 310 grados Celsius (590 °F). El carbón hecho a 300 grados Celsius (572 °F) es marrón, blando y friable, y se inflama fácilmente a 380 grados Celsius (716 °F); hecho a temperaturas más altas es duro y quebradizo, y no se inflama hasta que se calienta a unos 700 grados Celsius (1292,0 °F).
En Finlandia y Escandinavia, el carbón vegetal se consideraba el subproducto de la producción de alquitrán de madera. El mejor alquitrán procedía del pino, por lo que se talaban los pinares para la pirólisis del alquitrán. El carbón vegetal residual se utilizaba ampliamente como sustituto de la metalúrgica coque en los altos hornos para la fundición. La producción de alquitrán provocó una rápida deforestación local. El fin de la producción de alquitrán a finales del siglo XIX dio lugar a una rápida repoblación forestal de las zonas afectadas.
La forma estadounidense de la briqueta de carbón vegetal fue inventada y patentada por Ellsworth B. A. Zwoyer, de Pensilvania, en 1897 y fue producida por la Zwoyer Fuel Company. El proceso fue popularizado por Henry Ford, que utilizó subproductos de madera y serrín de la fabricación de automóviles como materia prima. Ford Charcoal pasó a convertirse en la Kingsford Company.

### Carboneras

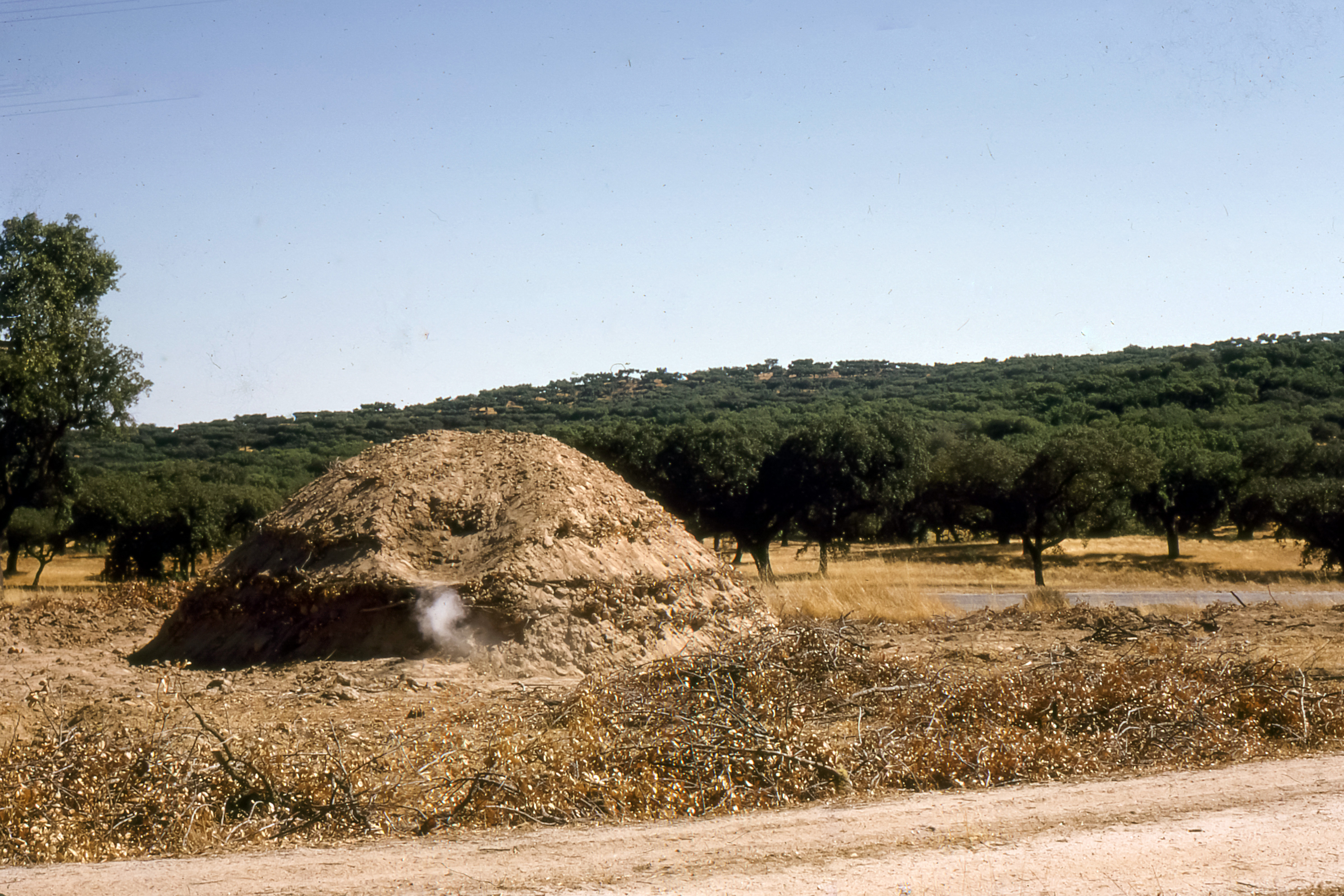
Tradicionalmente se obtenía carbón vegetal mediante la realización de carboneras.

Hace un siglo, en todas las zonas rurales era común ver la figura del carbonero, oficio ahora en vías de extinción, cuyo trabajo consistía en cubrir totalmente enormes pilas de leña con musgo y ramas tiernas, la carbonera. Luego prendía la leña (parte inferior), y dejaba que se quemara durante días. Luego, subía hasta la cima de la pila y pisaba. 
Cuando la capa estaba estable y no temblaba, señal de que todo estaba secado y endurecido, abría la pila y obtenía el preciado combustible. Pero muchos murieron al hundirse en la pila, todavía sin endurecer, lo cual convertía la profesión en un oficio arriesgado.
Su trabajo se dividía en dos tareas: la tala de la madera y su transporte hacia la zona de carboneo, y el montaje de las pilas y el control del proceso de carbonización. El sueldo se repartía equitativamente entre estas dos tareas realizadas.
Según su procedencia tenía diversos nombres: carbón de encina, cisco de roble, picón, cada uno de los cuales tenía una aplicación característica.

## Actualidad
En la actualidad, sigue siendo muy común la utilización de pilas de leña, ahora se produce en hornos en el suelo. Son hoyos que se cubren con hojas de hierro para tapar alguna entrada de aire y sea muy elevada la temperatura para la cocción de leña. Las altas temperaturas se encargan de secar todo tipo de vegetal y así producir el carbón.

## Usos

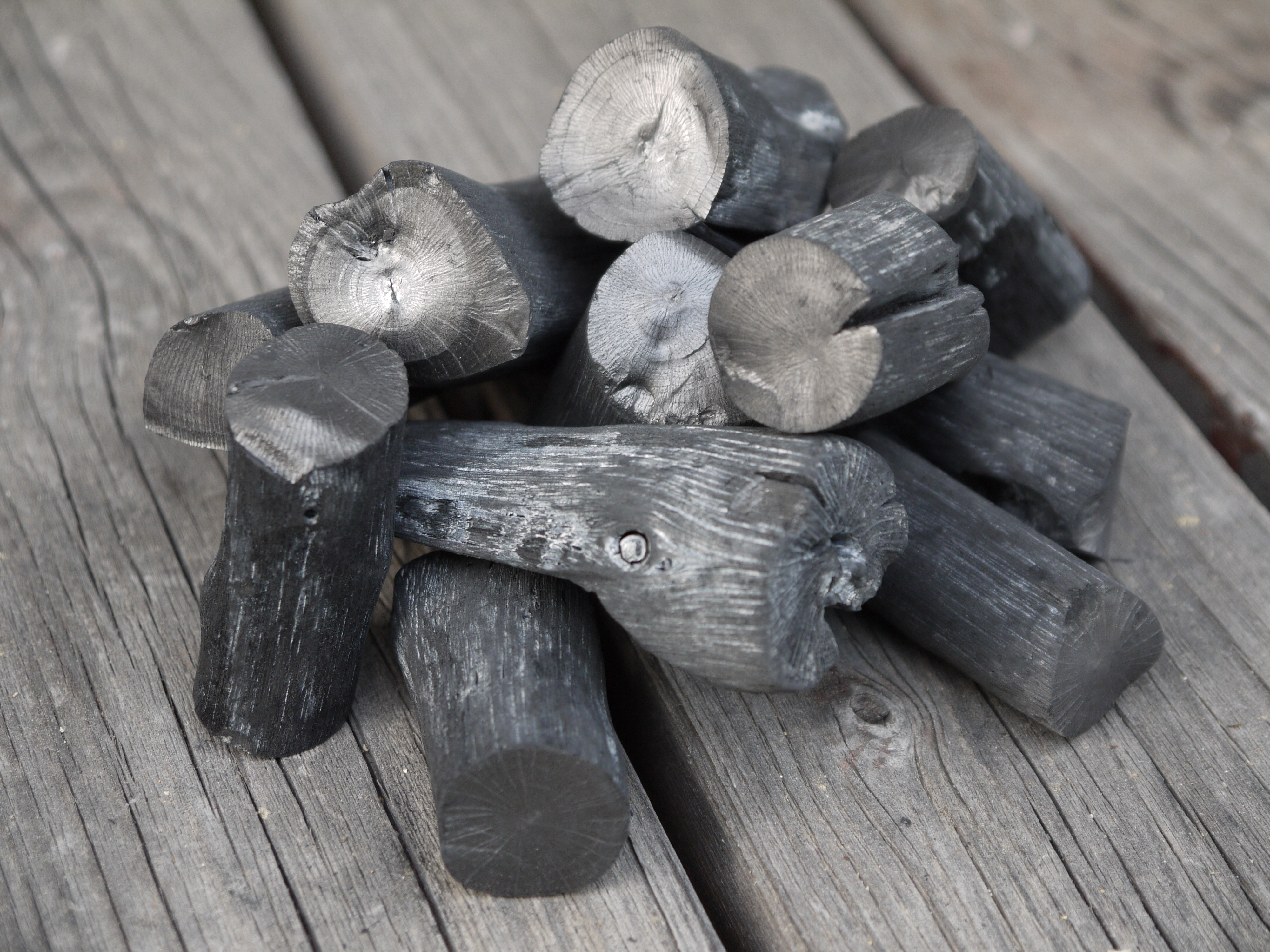
Binchōtan o carbón blanco. Carbón tradicional japonés.

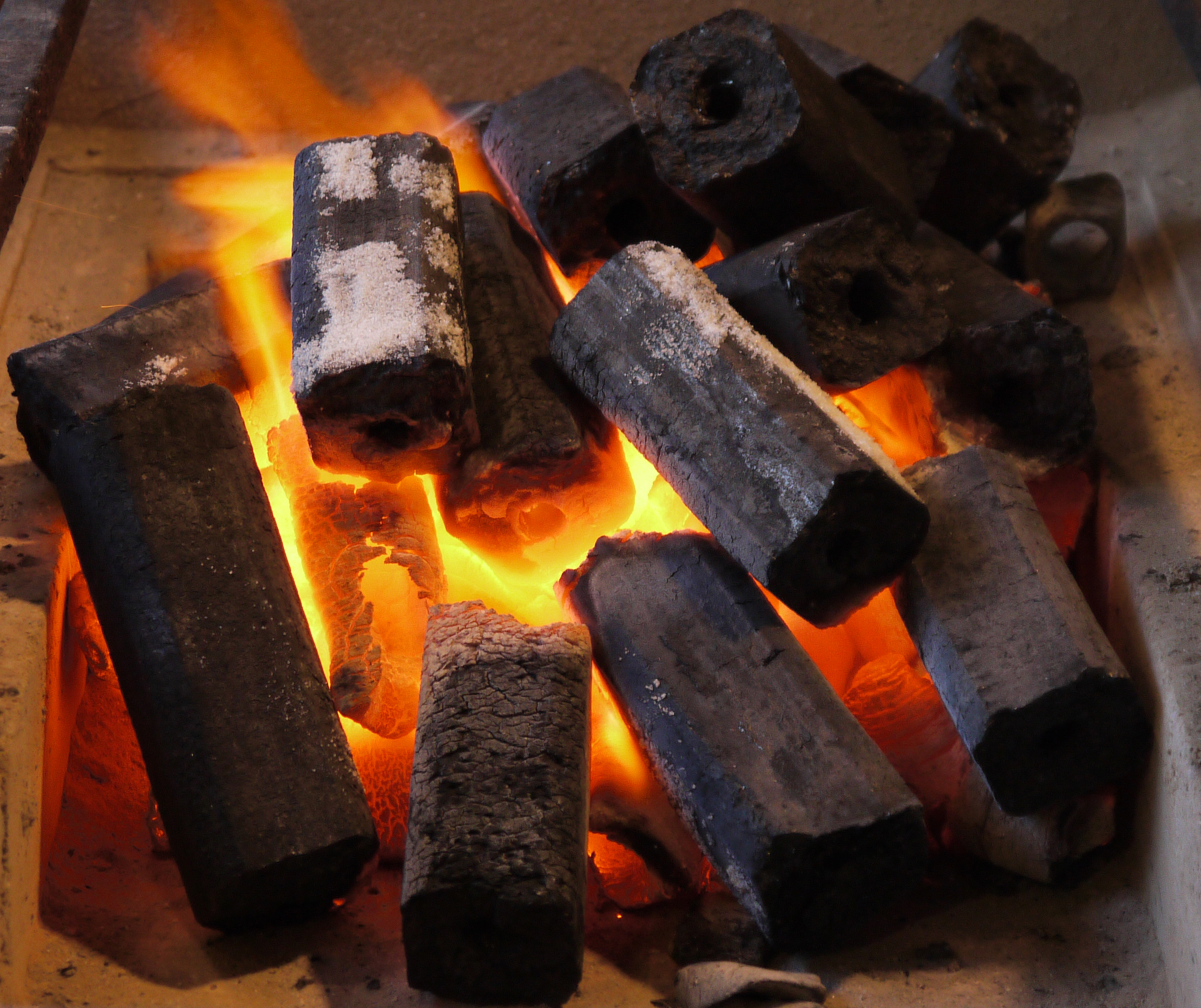
Briquetas de carbón vegetal realizadas con serrín

El carbón vegetal es el primer material de carbón utilizado por el hombre y su uso data probablemente desde el mismo momento en que se comienza a utilizar el fuego; dado que los trozos de madera carbonizada que quedarían en algunas hogueras pueden considerarse un carbón vegetal rudimentario. De hecho, existen pruebas de que en muchas pinturas rupestres de hace más de 15 000 años el carbón vegetal se utilizaba para marcar el contorno de las figuras, además de usarse como pigmento de color negro cuando se mezclaba con grasa, sangre o cola de pescado.
El carbón vegetal se usa mayoritariamente como combustible, no solo de uso doméstico sino también industrial, especialmente en los países en vías de desarrollo. La producción de carbón vegetal tiene un importante impacto ambiental que es necesario disminuir.

### Forja del hierro
Otro uso fundamental del carbón vegetal en la historia de la humanidad es su empleo en la metalurgia. La metalurgia del hierro, comenzada ya unos 1200 años a. C. y que se desarrolla en Europa durante la Edad del Hierro” (700 a. C. hasta el 68 d. C.), no hubiese sido posible sin el carbón vegetal ya que las elevadas temperaturas que se requieren para fundir los minerales no pueden alcanzarse utilizando simplemente madera o los combustibles de la Edad del Hierro. Además, el carbono que contiene el carbón vegetal actúa como reductor de los óxidos del metal que forman los minerales y con la técnica apropiada parte de este carbono puede alearse con el hierro para dar lugar al acero, mucho más duro que el hierro, lo cual fue fundamental en el desarrollo de armas y herramientas más resistentes. Era el combustible utilizado en la llamada forja catalana, para la producción de acero.
El uso del carbón vegetal en metalurgia ha perdurado hasta nuestros días, aunque otros combustibles como el coque metalúrgico lo han reemplazado casi por completo, en la actualidad y especialmente en países con abundantes recursos forestales y economías en desarrollo existe un resurgimiento del uso del carbón vegetal en metalurgia, dado que además su uso representa, al menos en principio, un menor impacto ambiental que el del coque metalúrgico. El carbono se puede encontrar en las aleaciones hierro-carbono, tanto en estado ligado (Fe3C, cementita), como en estado libre (C). De una forma genérica, al aumentar el porcentaje en carbono, las aleaciones Fe-C aumentan su dureza y rigidez y pierden ductilidad. Se considera que una aleación de hierro es un acero si contiene menos de un 2 % de carbono, si el porcentaje es mayor recibe el nombre de fundición.

### Otras aplicaciones
Otra de las aplicaciones del carbón vegetal es la fabricación de pólvora. La pólvora negra se compone de un 75 % de salitre (nitrato de potasio), un 12 % de azufre y un 13 % de carbón vegetal. Estos ingredientes al quemarse producen un gas que tiende a ocupar un volumen 400 veces mayor que la mezcla original, produciendo una fuerte presión en las paredes del recipiente que los contiene. 
Dado que el carbón vegetal es un material poroso, otra de sus aplicaciones es su uso como absorbente (capacidad de atrapar moléculas o iones).  Así, se sabe que la madera carbonizada se usaba como absorbente médico en el antiguo Egipto y que en el año 400 a. C. Hipócrates recomendaba filtrar con carbón el agua para beber. El carbón vegetal no posee una textura porosa tan desarrollada como la de los carbones activados. No obstante, resulta más simple y barato de producir, por lo que a pesar de ser un absorbente relativamente mediocre, si se compara con los carbones activados, se utiliza en determinadas aplicaciones que no requieren de una gran capacidad de absorción. También se usa para adsorber moléculas de un tamaño relativamente grande (como los colorantes), dado que la mayoría de la porosidad de los carbones vegetales está dentro del campo de los macroporos (anchura del poro > 50 nm). Una aplicación relativamente importante es la clarificación de bebidas alcohólicas como el vino, cerveza, whisky, etc.
En Chile se le denomina "carbón de madera" y se elabora comúnmente de leña de espino, pino radiata, eucaliptus, así como residuos de otros árboles y arbustos. Su uso tiene una larga tradición y hasta nuestros días es el combustible doméstico de elección para uso en parrillas y asados campestres. Su producción y venta es particularmente activa en la zona central del país, encontrándose tanto en grandes tiendas de abarrotes como en la venta directa a través de pequeños productores.  En su elaboración se utiliza el método tradicional denominado hornilla, que comúnmente consiste en un socavón o pequeña excavación en la ladera de un cerro, al cual se deja una pequeña entrada y una ventilación minúscula en su parte superior. Esta se llena de madera y residuos vegetales, encendiéndola y luego taponeando completamente la entrada con ramas verdes, ladrillos y barro. Se deja arder por varios días hasta que la ventilación superior deja de emanar humo, momento en que el carbonero abrirá la entrada para extraer el producto.
La fabricación del carbón vegetal, como se ha explicado antes, se puede hacer de varias formas. Algunas de ellas son:
1. Fabricación en hornillas: son hoyos que se realizan en el suelo, o cuevas de dimensiones variables (r=1 m x 2m), a las cuales se le hace troneras por donde se escapa el humo y vapor de agua, y una puerta de entrada por donde se introduce la madera. Esta forma se usa en zonas montañosas (con pendientes) donde existe suelos arcillosos, generalmente se obtiene carbón de espino, hualo o roble. El fuego inicial se aplica por la puerta, ubicada en un costado.
2. En hornos construidos de barro arcillo, ladrillos o adobes y otros metálicos de 1-2 m de diámetro x 2 m de alto, con puerta lateral de metal, por donde se ingresa leña de diferentes especies vegetales (espino, robles, etc.), previamente cortada. También en los costados se le hacen las troneras.
3. "Castillos" o "monos", son construcciones en forma de un cono o "campana" de 2 m de diámetro x 2 m de alto. Se construyen de la siguiente forma:
  - Se cortan los árboles, se dejan secar hasta que las hojas estén pardas, posteriormente se troza en las medidas adecuadas (1-2 m), se parten en astillas si los trozos son muy gruesos.
  - Se trasladan en carretas tiradas por bueyes a la carbonera (superficie de forma redonda de 4 m de diámetro) donde se deposita toda la madera o astillas (forma de círculo).
  - El "castillo" se construye comenzando en el centro de la carbonera, se coloca primero un poste de 2 m, al cual se le van agregando los demás trozos o astillas, según diámetro y en forma vertical al suelo. Los más gruesos van la centro, los más delgados en la periferia , hasta formar el cono.
  - Al cono, en la parte basal se le hace un collarín con ramas y estaquillas para evitar que escurra la paja o tierra, posteriormente se agrega una capa 20 cm de hojas del bosque o paja de trigo. Posteriormente se agrega una capa de tierra de 20 cm, aproximadamente.
  - En la parte superior del "castillo", se abre un hoyo por donde se prende el fuego, el cual se tapa una vez que el fuego haya formado brasas.
  - En la parte basal, se tapa bajo el anillo de ramas, dejando orificios llamados "vagos" o troneras por donde sale el vapor de agua y humo.
  - El proceso de cocción o formación del carbón dura entre 10 a 15 días, dependiendo del tamaño del castillo. Durante este periodo hay que cuidarlo día y noche de manera de evitar que se rompa. Los primeros días se abre en la parte superior y se realiza la actividad de "Retape" (agregar astillas cortas de 50 cm, con el objeto de formar carbón y evitar que se apague el fuego). Se agrega tierra y se va apretando con una pala, constantemente.
  - Una vez que el fuego llega al piso del cono, deja de salir humo o vapor, se tapa completamente. Después de dos días (cuando ya se ha enfriado) se procede a la extracción de carbón, sacando primero las capas de tierras y hoja; para posteriormente obtener el carbón, el cual se echa en diversos envases (sacos de 30 kg, o bolsas de 2-5 kg).

Un castillo puede producir de 80 a 150 sacos de 30 kg cada uno y la calidad del carbón depende del proceso de cocción y del tipo de leña utilizada. Los mejores carbones son producidos de especies con madera de alta densidad (roble o hualo, espino).

### Usos domésticos
En México, Uruguay, Perú, España, Argentina, Paraguay y otros países hispanohablantes el carbón vegetal se ha usado durante siglos como combustible en los braseros o en hornillos o anafres. Una de las consecuencias que produce la fabricación de este es la deforestación. La producción del carbón vegetal y su combustión causan importantes problemas ambientales y tienen también consecuencias negativas para la salud humana. El monóxido de carbono (CO), producto de la combustión incompleta del carbón, es un gas altamente tóxico y venenoso al mantenerlo en ambientes cerrados, de ahí la importancia de ventilar los interiores de las viviendas y de retirar el brasero a la hora de dormir, debido al peligro de intoxicación.
Es muy común también su uso para asar carnes a la parrilla.